# Дзікув (Нижньосілезьке воєводство)
Дзікув (пол. Dzików) — село в Польщі, у гміні Ґавожиці Польковицького повіту Нижньосілезького воєводства.
Населення — 112 осіб (2011).
У 1975-1998 роках село належало до Легницького воєводства.

## Демографія
Демографічна структура станом на 31 березня 2011 року:
|          | Загалом | Допрацездатний вік | Працездатний вік | Постпрацездатний вік |
| -------- | ------- | ------------------ | ---------------- | -------------------- |
| Чоловіки | 64      | 20                 | 42               | 2                    |
| Жінки    | 48      | 10                 | 26               | 12                   |
| Разом    | 112     | 30                 | 68               | 14                   |